# 南斯拉夫反法西斯人民解放委员会
南斯拉夫反法西斯人民解放委员会（塞尔维亚-克罗地亚语：Antifašističko Vijeće Narodnog Oslobođenja Jugoslavije），简称阿夫诺伊（AVNOJ）。1942年11月26日，成立于比哈奇。1943年11月，改为国家立法机构。1945年11月29日，将权力移交制宪会议。
1942年11月召开第一次会议，决定阿夫诺伊为最高权力机关，选里巴尔为大会主席。一年后召开第二次会议，确认阿夫诺伊为最高立法机构，剥夺王国流亡政府权利。